# Берназюк Ян Олександрович
Берназюк Ян Олександрович (нар. 16 січня 1979, с. Вашківці, Дністровський район (колишній Сокирянський район), Чернівецька область) — український правознавець, науковець, фахівець з адміністративного права та судочинства, заслужений юрист України, професор, доктор юридичних наук. З 15 грудня 2017 року обіймає посаду судді Верховного Суду.

## Життєпис
Народився 16 січня 1979 року в селі Вашківці Дністровського району Чернівецької області.
1996 року закінчив із золотою медаллю Вашківецьку загальноосвітню школу І-ІІІ ступенів.
2001 року здобув кваліфікацію магістра права в Чернівецькому національному університеті імені Юрія Федьковича.
У липні 2001 року — липні 2004 року обіймав посаду провідного спеціаліста Державно-акціонерного спеціалізованого імпортно-експортного банку України «Укрспецімпексбанк».
У липні — вересні 2004 року — заступник начальника відділу Головного управління Національного банку України по місту Києву і Київській області.
У вересні 2004 року — лютому 2006 року — головний юрисконсульт, начальник відділу Національного банку України.
2005 року захистив кандидатську дисертацію (рішення Президії Вищої атестаційної комісії України від 13.04.2005 № 8-11/3) на тему «Банки як суб'єкти податкових правовідносин».
У лютому — квітні 2006 року — директор юридичного департаменту Міністерства економіки України. У березні 2006 року присвоєно п'ятий ранг державного службовця.
У квітні — жовтні 2006 року — директор Державного департаменту з питань банкрутства.
У жовтні 2006 року — липні 2009 року — керівник Служби, керівник Головної служби забезпечення зв'язків з Верховною Радою України та Кабінетом Міністрів України Секретаріату Президента України. У листопаді 2006 року присвоєно третій ранг державного службовця. У грудні 2008 року присвоєно другий ранг державного службовця.
У грудні 2006 року — квітні 2010 року — член наглядової ради відкритого акціонерного товариства «Державний ощадний банк України», член наглядової ради відкритого акціонерного товариства «Державний експортно-імпортний банк України».
У лютому 2009 року — листопаді 2010 року — доцент кафедри Українського державного університету фінансів та міжнародної торгівлі.
У вересні 2009 року — березні 2012 року — старший науковий співробітник (на 0,5 ставки, за сумісництвом) відділу державного управління та аналізу державної політики Інституту проблем державного управління та місцевого самоврядування.
У листопаді 2010 року — грудні 2012 року — радник, начальник управління протидії корупції та контрольно-ревізійної роботи, помічник Міністра надзвичайних ситуацій України.
У 2011 році присвоєно вчене звання доцента (рішення Атестаційної колегії Міністерства освіти і науки, молоді та спорту від 23.12.2011, протокол № 2/02-Д).
У грудні 2012 року — березні 2013 року, лютому — березні 2014 року — професор кафедри Українського державного університету фінансів та міжнародної торгівлі.
У березні 2013 року — лютому 2014 року — радник Голови Верховної Ради України.
2014 року захистив докторську дисертацію (рішення Атестаційної колегії Міністерства освіти і науки України від 26.06.2014).
У березні 2014 року — січні 2015 року — помічник Міністра фінансів України.
У січні — липні 2015 року — заступник завідувача секретаріату Комітету Верховної Ради України з питань правової політики та правосуддя.
У липні 2015 року — квітні 2016 року — директор департаменту конкурентних
продажів об'єктів приватизації Фонду державного майна України.
У квітні — серпні 2016 року — заступник начальника управління, заступник директора департаменту Міністерства інфраструктури України.
У вересні 2016 року — листопаді 2017 року — професор кафедри Київського національного торговельно-економічного університету.
З грудня 2017 року — суддя Верховного Суду у Касаційному адміністративному суді.
З 2020 року є викладачем (тренером) Національної школи суддів України. За активну участь у підготовці висококваліфікованих кадрів для системи правосуддя відзначений подяками НШСУ (накази від 20.09.2023 № 213-К та від 11.12.2023 № 273-К).
2020 року присвоєно вчене звання професора (рішення Атестаційної колегії Міністерства освіти і науки України від 24.09.2020).

## Правоосвітня діяльність
З 2018 року Ян Берназюк є активним членом спільноти Інституту Аспена Києва, де бере участь у заходах програмного напряму «Справедливість, закон і суспільство». Він долучається до експертних діалогів, які об'єднують представників судової влади, урядовців, народних депутатів, правників та представників громадянського суспільства. Тематика цих обговорень охоплює такі ключові для України питання, як функціонування конституціоналізму в екстремальних умовах воєнного стану, реформування системи соціального забезпечення та проблеми виконання судових рішень у цій сфері. Метою таких діалогів є пошук консенсусних рішень та розробка стратегій для подолання системних викликів, що стоять перед державою.
У березні 2025 року Я. О. Берназюк став одним із перших спікерів нового комунікаційного проєкту — «Подкасту Верховного Суду», реалізованого у співпраці з Програмою підтримки ОБСЄ для України. Перший випуск подкасту був присвячений темі касаційної скарги. Разом з іншими суддями Верховного Суду Ян Берназюк висловив міркування щодо оформлення та змістового наповнення цього процесуального документа, пояснивши ключові аспекти, на які варто звертати увагу при його підготовці. Станом на серпень 2025 року цей випуск має 8,5 тисяч переглядів.
Я. О. Берназюк послідовно досліджує вплив штучного інтелекту на правосуддя та відстоює позицію його обережного використання у судовій сфері. У своїх заявах він підкреслює, що ШІ може автоматизувати класифікацію справ, добір релевантної практики й формування типових документів, однак має залишатися лише допоміжним інструментом. Берназюк акцентує на принципі пропорційності та відповідальності судді як ключовій засаді співпраці людини й технології.
Я. О. Берназюк є одним з розробників Рекомендацій з відповідального використання штучного інтелекту для правників, виданих за підтримки Міністерства цифрової трансформації та Міністерства юстиції України.
Протягом 2022—2024 років здійснив 4 офіційних відрядження за кордон у межах співпраці Верховного Суду та Національної школи суддів України до Естонії, Польщі, Литви та Франції.[значущість факту?]
Ян Берназюк є одним із українських експертів у сфері протидії стратегічним позовам проти участі громадськості (SLAPP). Він бере активну участь у міжнародних та національних заходах, присвячених цій проблематиці, а також займається навчальною діяльністю. У листопаді 2024 року він представляв українську судову владу на Європейській конференції з протидії SLAPP у Страсбурзі. Захід був організований Коаліцією проти SLAPP в Європі (CASE) та Радою Європи для обговорення та просування нових європейських правових інструментів, зокрема Директиви ЄС 2024/1069. Як лектор і тренер, Ян Берназюк ділиться своїм досвідом із суддями місцевих та апеляційних судів. У лютому 2025 року на семінарі, організованому Національною школою суддів України, він виступив з лекцією «SLAPP — позови як виклик правосуддю». Під час виступу він розкрив інструменти ідентифікації таких позовів, юридичні підходи до їх розгляду та способи забезпечення балансу між правом на доступ до суду та захистом свободи слова. Крім того, він співпрацює з проєктом Ради Європи «Захист свободи слова та свободи медіа в Україні» як суддя-тренер з питань SLAPP, сприяючи імплементації європейських стандартів у національну судову практику.

## Юридична практика
Я. О. Берназюк представляв інтереси Державно-акціонерного спеціалізованого імпортно-експортного банку України «Укрспецімпексбанк», зокрема у Вищому господарському суді України.
Представляв інтереси Територіального управління НБУ у Львівській області, зокрема у Вищому господарському суді України.
Як помічник міністра надзвичайних ситуацій, був головою міжвідомчої робочої групи з розроблення проектів нормативно-правових актів, спрямованих на дерегуляцію підприємницької діяльності в частині забезпечення дотримання правил пожежної безпеки та процедури отримання документів дозвільного характеру у сфері пожежної безпеки.

### Діяльність на посаді судді Верховного Суду
Фундація «Dejure» найменувала рішення колегії Верховного Суду, в якій брав участь суддя Я. О. Берназюк, званням «Рішення-прогрес року» у 2019 році. Цим рішенням суд зобов'язав Вищу кваліфікаційну комісію суддів України опублікувати на своєму вебсайті всі рішення, які та прийняла, починаючи з 13.01.2011 (дата набрання чинності Законом України «Про доступ до публічної інформації»).
У лютому 2020 року був нагороджений премією «Честь тижня» у справі, де був суддею-доповідачем, за захист права на пенсію громадянина, який проживає за кордоном. Цю премію присуджує у відеоблозі «Честь і НЕчесть тижня» Ірина Шиба — експертка з судової реформи, відновного правосуддя та правосуддя для дітей у Фундації «Dejure».
Був суддею-доповідачем у низці справ, зокрема щодо будівництва на ділянці на вулиці Олеся Гончара, 17-23, розташованої в буферній зоні Софії Київської (ЖК Fresco Sofia), про знесення незаконно збудованої 8-поверхівки біля могили цадика Нахмана в Умані на Черкащині, щодо дій Управління охорони історичного середовища Львівської міської ради на запобігання самочинному втручанню у вигляд пам'ятки архітектури, у справі «ФК „Динамо“ Київ» проти Держгеокадастру", про стягнення в дохід держави активів експрезидента Віктора Януковича, у справі щодо права прокурора оскаржувати незаконні дозволи за відсутності іншого уповноваженого на це органу, у справі щодо перевірки всіх дисертацій без строків давнини захисту на наявність плагіату, у справі «Юнайтед Енерджі» проти «Укренерго», у справі про заборону на куріння, вживання та використання кальянів у закладах ресторанного господарства, у справі щодо заборони забудови Протасового Яру в Києві.
У звітах про діяльність Касаційного адміністративного суду Верховного Суду згадано Я. О. Берназюка як одного з найактивніших авторів блогів (7 блогів за 2019 рік, 13 блогів за 2020 рік).

### Критика
Був підданий критиці у науковій статті Бєлкін Л. М. «Проблема врахування норм кримінального процесу в адміністративному судочинстві в контексті принципу верховенства права (на прикладі вад правових позицій, висловлених у судових процесуальних документах суддею касаційного адміністративного суду Верховного Суду, доктором юридичних наук Я. О. Берназюком)».
Під час конкурсу до Верховного Суду у 2017 році Громадська рада доброчесності (ГРД) 3 травня затвердила негативний висновок щодо кандидатури Яна Берназюка, вказавши на його невідповідність критеріям доброчесності та професійної етики. Основними претензіями були: невідповідність наукового стажу вимогам конкурсу (лише 2 роки та 2 місяці за основним місцем роботи при стрімкій кар'єрі на державній службі), можливий конфлікт інтересів через участь у захисті дисертацій брата та тестя, а також зв'язки з політичними силами (робота помічником народних депутатів Арсенія Яценюка та Руслана Князевича). Окремий блок питань стосувався невідповідності майнового стану доходам: численні неточності в деклараціях та придбання матір'ю-пенсіонеркою комерційної нерухомості в Києві.
Після отримання висновку Ян Берназюк надав ГРД пояснення та пакет документів (загалом 31 файл та відео), спростовуючи висунуті звинувачення. Зокрема, він спростував інформацію про те, що був науковим керівником свого тестя, та пояснив, що не брав участі в засіданні вченої ради в день захисту дисертації брата. Проблеми з поданням кількох версій декларації кандидат пояснив технічними збоями в роботі сайту НАЗК, а отримання земельних ділянок у Нових Петрівцях — централізованим безоплатним виділенням для держслужбовців. На підставі наданих документів та пояснень Громадська рада доброчесності 12 травня 2017 року шляхом електронного голосування скасувала свій негативний висновок. Незважаючи на скасування висновку, ГРД вирішила надати Вищій кваліфікаційній комісії суддів України інформацію щодо кандидата, зазначивши, що викладені факти мають бути оцінені ВККС у сукупності. У фінальному документі ГРД повторно звернула увагу на стрімку кар'єру Берназюка на державних посадах, що могло свідчити про протекціонізм, та наявність сумнівів щодо безоплатного отримання земельних ділянок.

### Волонтерська, благодійна й інша неюридична діяльність
Згідно з даними декларацій, Я. Берназюк перерахував благодійні внески на потреби Збройних сил України: у 2022 році розміром 1.375.563 грн, у 2023 році — розміром 1.618.080 грн.
Протягом 2021—2024 років брав участь у організованих Касаційним адміністративним судом акціях стосовно донації крові, а також у спортивних заходах, зокрема «Пробіг під каштанами».

## Наукова кар'єра
2005 року захистив дисертацію на здобуття наукового ступеня кандидата юридичних наук на тему: «Банки як суб'єкти податкових правовідносин» (спеціальність 12.00.07). Науковий керівник — доктор юридичних наук, професор Воронова Л. К.
2014 року захистив дисертацію на здобуття наукового ступеня доктора юридичних наук на тему: «Конституційні основи правотворчості Президента України: теорія і практика» (спеціальність 12.00.02), науковий консультант — професор В. Л. Федоренко.

### Наукові напрями
Основні напрями наукових досліджень: правотворчість, верховенство права, штучний інтелект, правосуддя, адміністративне судочинство, єдність судової практики, фінансове право.
Публікації Я. О. Берназюка здобули авторитет серед науковців — станом на середину 2025 року наявні понад 600 посилань науковців на його праці.

### Основні наукові здобутки
Ян Олександрович захистив дисертацію, у якій стверджено про формулювання цілісної теорії конституційних основ правотворчості Президента України та про те, що вперше обґрунтовано висновок про те, що конституційна правотворча та правозастосовна практика пішла трьома шляхами наділення Президента України безпосередніми нормотворчими повноваженнями:
1. делегування цих повноважень Верховною Радою України через прийняття законів;
2. тлумачення окремих положень Основного Закону в рішеннях Конституційного Суду України;
3. застосування низки нормотворчих повноважень главою держави «за вмовчанням»[80].

Я. Берназюк використав багатий емпіричний ресурс, що підтверджується обсягом сотень проаналізованих у монографії та дисертації актів законодавства України та зарубіжних країн. Автор проаналізував практику застосування Президентом України своїх правотворчих повноважень протягом усього періоду існування, починаючи з 1991 року, а також позиції Конституційного Суду України з цих питань, викладені у проаналізованих понад 60 рішеннях та ухвалах, що винесені у різних справах.
Я. Берназюк запропонував поділ усіх конституційних повноважень Президента України та спеціально виокремив п'ятнадцять правотворчих повноважень. Таке групування дозволило дослідити всі акти правотворчості Глави держави, що є результатом фіксації виконання ним визначених Основним Законом функцій у в межах наявних повноважень.

### Редакційна та науково-методична діяльність
Я. О. Берназюк є членом редакційної колегії видання «Слово Національної школи суддів України» і членом Науково-методичної ради Національної школи суддів України.

### Основні праці
Автор понад 400 наукових та науково-популярних публікацій. Є автором і співавтором монографій, посібників, наукових статей тощо.

#### Монографії
1. Берназюк Я. Конституційні основи правотворчості Президента України: теорія і практика: монографія. 2013. 502 с.
2. Нормотворча діяльність Президента України та її нормопроектне забезпечення: монографія / О. В. Скрипнюк, В. Л. Федоренко, Ю. Г. Барабаш, Я. О. Берназюк та ін.; за ред. О. В. Скрипнюка і В. Л. Федоренка. К.: НАДУ, 2011. 344 с.

#### Наукові статті у наукових виданнях
1. Barikova A., Bernaziuk Y. Electronic Educational Dimension of Law Enforcement in a Pandemic and Post-Pandemic World. ECS Transactions. 2022. Volume 107. Number 1. URL: https://iopscience.iop.org/article/10.1149/10701.18465ecst
2. Берназюк Я. Принцип належного урядування (good governance): національна та європейська судова практика. Науковий вісник Ужгородського національного університету. Серія: Право. 2021. Вип. 64. С. 189—197.
3. Берназюк Я. Принцип пропорційності у практиці Європейського суду з прав людини. Експерт: парадигми юридичних наук і державного управління. 2021. С. 197—214.
4. Берназюк Я. Принцип легітимних очікувань (legitimate expectations): поняття та зміст. Експерт: парадигми юридичних наук і державного управління. 2021. Вип. 3(15). С. 147—162
5. Берназюк Я. Поняття та особливості принципу неприпустимості зловживання процесуальними правами в адміністративному судочинстві. Науковий вісник Ужгородського національного університету. 2021. С. 135—141.
6. Берназюк Я. Особливості застосування критерію «якості закону» під час вирішення публічно-правових спорів. Право і суспільство. 2020. Вип. 10. С. 6-14.
7. Берназюк Я. Особливості забезпечення єдності судової практики та відступу від правових позицій Верховного Суду (на прикладі вирішення публічно-правових спорів). Вісник Луганського державного університету внутрішніх справ імені Е. О. Дідоренка. 2020. Вип. 2 (90). С. 77-89.
8. Dovhan A., Bernaziuk Yan., Tkachuk T. Internet of things technologies in medical sector: cyber security issues. Wiadomości Lekarskie. 2019. 72 (12). P. 2563—2567. URL: https://pubmed.ncbi.nlm.nih.gov/32124786/
9. Берназюк Я. Форми участі інститутів громадянського суспільства у нормотворчому процесі. Конституційно-правові аналітичні студії. 2017. С. 43-51.
10. Берназюк Я. Методологія проведення наукових досліджень у сфері конституційного права на сучасному етапі: визначення основних завдань. Право України. 2014. С. 136—144.
11. Берназюк Я. Проблемні питання сплати банками збору до Фонду гарантування вкладів фізичних осіб. Вісник Національного банку України. 2004. С. 41-45.

#### Наукові статті у практичних виданнях
1. Берназюк Я. Категорія «якість закону» як складова принципу верховенства права та гарантія застосування судом найбільш сприятливого для особи тлумачення закону. Судово-юридична газета. 2020. URL: https://sud.ua/ru/news/blog/182593-kategoriya-yakist-zakonu-yak-skladova-printsipu-verkhovenstva-prava-ta-garantiya-zastosuvannya-sudom-naybilsh-spriyatlivogo-dlya-osobi-tlumachennya-zakonu
2. Берназюк Я. Співвідношення необхідності забезпечення єдності судової практики та відступу від правових позицій Верховного Суду (на прикладі вирішення публічно-правових спорів). Судово-юридична газета. 2020. URL: https://sud.ua/ru/news/blog/177404-spivvidnoshe
3. Берназюк Я. Поняття та критерії мотивованості судового рішення як однієї з гарантій дотримання судами принципу верховенства права. Судово-юридична газета. 2019. URL: https://sud.ua/ru/news/blog/133015-ponyattya-ta-kriteriyi-motivovanosti-sudovogo-rishennya-yak-odniyeyi-z-garantiy-dotrimannya-sudami-printsipu-verkhovenstva-prava
4. Берназюк Я. Конституційний принцип рівності і його особливості в адміністративному судочинстві. Судово-юридична газета. 2019. URL: https://sud.ua/ru/news/blog/143839-konstitutsiyniy-printsip-rivnosti-ta-yogo-osoblivosti-v-administrativnomu-sudochinstvi
5. Берназюк Я. Про позови, які не підлягають судовому розгляду. Судово-юридична газета. 2019. URL: https://sud.ua/ru/news/blog/140426-pro-pozovi-yaki-ne-pidlyagayut-sudovomu-rozglyadu
6. Берназюк Я. Право на доступ до судового захисту в контексті дотримання строків звернення до суду, практика ЄСПЛ. Судово-юридична газета. 2018. URL: https://sud.ua/ru/news/blog/123832-pravo-na-dostup-do-sudovogo-zakhistu-v-konteksti-dotrimannya-strokiv-zvernennya-do-sudu-praktika-yespl

## Нагороди та відзнаки
Указом Президента України в серпні 2008 року «за значний особистий внесок у соціально-економічний, культурний розвиток Української держави, вагомі трудові досягнення та з нагоди 17-ї річниці незалежності» присвоєно звання «Заслужений юрист України».